# Gerina Piller
Gerina Piller, née Gerina Mendoza le 29 mars 1985 à Roswell, est une golfeuse professionnelle américaine évoluant sur le LPGA Tour. Joueuse américaine de Solheim Cup en 2013, 2015 et 2017, elle a remporté deux fois la compétition. Athlète olympique, elle termine onzième du tournoi olympique de Rio après un dernier tour raté qui lui fait rater une médaille.

## Carrière professionnelle
Jeune, Gerina Mendoza joue dans différents sports, notamment au baseball et au volley-ball, avant de commencer à jouer tardivement au golf à l'âge de 15 ans,. Étudiante en mathématiques à l'université du Texas à El Paso, Mendoza est désignée golfeuse de l'année 2007 de la Conference USA. Après avoir obtenu son diplôme universitaire, elle passe trois saisons sur le Futures Tour pour continuer d'améliorer son jeu. Sa participation à l'émission Big Break de la chaîne The Golf Channel la rend populaire. Elle lance même le lancer inaugural d'une rencontre de baseball des White Sox de Chicago.
En novembre 2009, elle rencontre à l'occasion d'un événement avec les mécaniciens de Ryan Newman son futur mari Martin Piller. Également golfeur professionnel, Martin Piller partagent les parcours de golf, la même église et la même foi chrétienne. Le couple se marie en janvier 2011,.
En 2011, Gerina Piller obtient une carte à plein temps pour jouer dans la LPGA. Son point fort est la puissance de ces coups. Elle représente les États-Unis lors des éditions 2013 et 2015 de la Solheim Cup. Lors de cette dernière édition, disputée en Allemagne, Piller met dans le trou un putt décisif qui permet aux Américaines de remporter la compétition,.
Au début de la saison 2016, Piller ne pense pas aux Jeux olympiques et vise sa première victoire sur le circuit professionnel. Sa huitième place à l'US Open en juillet 2016 lui permet d'obtenir sa place dans l'équipe américaine pour le tournoi olympique de Rio. Entrée dans les quinze premiers rangs mondiaux, elle n'est qu'à deux coups de la tête avant le dernier tour sur le parcours brésilien,. Ses derniers 18 trous sont difficiles, elle conclut la compétition par une carte de 74, manquant quatre birdies lors des quatre derniers trous et finissant à dix coups de la tête. Déçue, en pleurs, elle déclare après avoir séché ses larmes qu'elle en tire beaucoup de choses positives et qu'elle va apprendre de cette compétition,. En octobre, elle réussit le premier trou-en-un de sa carrière en compétition lors d'un tournoi en Malaisie.
À la fin de la saison 2017, elle annonce sa première grossesse,. Elle joue de nombreux tournois enceinte en décembre 2017 et janvier 2018 avant de prendre congé du circuit professionnel,. Elle prénomme son fils Ajeo James des prénoms de son grand-père et de l'homme qui l'a baptisé.

## Résultats

### Tournois majeurs
| Tournoi            | 2011 | 2012 | 2013 | 2014 | 2015 | 2016 | 2017 | 2018 |
| ------------------ | ---- | ---- | ---- | ---- | ---- | ---- | ---- | ---- |
| ANA Inspiration    |      | CUT  | T41  | T11  | T20  | T6   | T35  |      |
| LPGA               | CUT  | T6   | CUT  | T13  | T9   | T12  | T14  |      |
| US Open            |      | T50  | T31  | T63  | T53  | T8   | T33  |      |
| Open britannique   | CUT  | CUT  | T36  | CUT  | T36  | T50  | CUT  |      |
| Evian Championship |      |      | T67  | 69   | T29  | T9   | T26  |      |

### Solheim Cup
| 2013  | 0 | 1 | 0 | 0 | 0 | 0 | 0 | 0 | 2 | 0 | 1 | 2 | 0,5 |
| 2015  | 1 | 0 | 0 | 1 | 0 | 0 | 1 | 1 | 0 | 3 | 1 | 0 | 3,5 |
| 2017  | 1 | 0 | 0 | 0 | 0 | 2 | 1 | 0 | 0 | 2 | 0 | 2 | 2   |
| Total | 2 | 1 | 0 | 1 | 0 | 2 | 2 | 1 | 2 | 5 | 2 | 4 | 6   |